# Шанавазов, Нурмагомед Магомедсаидович
Нурмагоме́д Магомедсаи́дович Шанава́зов (род. 19 февраля 1965 года, Губден, Дагестанская АССР, РСФСР, СССР) — советский боксёр, чемпион Европы (1985), обладатель Кубка мира (1985), призёр чемпионата мира (1989) и Олимпийских игр (1988) в полутяжёлой весовой категории. Двукратный серебряный призёр чемпионатов СССР (1987, 1988). Лучший боксер-любитель мира (1985). Заслуженный мастер спорта СССР (1989). Выдающийся боксёр СССР (1988).

## Биография
Нурмагомед Шанавазов родился 19 февраля 1965 года в селе Губден Карабудахкентского района Дагестанской АССР. По национальности даргинец. Занимался боксом под руководством Арсланалм Муртeзалиева. С 1985 по 1989 годы входил в состав национальной сборной СССР, становился чемпионом Европы, обладателем Кубка мира (где в четвертьфинале он победил будущего чемпиона мира среди профессионалов Риддика Боу), победителем Игр доброй воли в Москве (1986), серебряным призёром Олимпийских игр в Сеуле (на сборах перед которыми, проходивших в Сухуми, он встречался на ринге с кубинцем Феликсом Савоном и навязал ему свою типичную манеру ближнего боя, которой Савон не смог ничего противопоставить) и бронзовым призёром чемпионата мира. В 1990 году перешёл в профессиональный бокс: выиграв два боя, две ничьих и одно поражение, принял решение завершить свою спортивную карьеру.
В дальнейшем работал тренером в махачкалинской спортивной школе олимпийского резерва имени Бузая Ибрагимова, а также занялся общественно-политической деятельностью. Является членом комиссии по вопросам социального развития Общественной палаты Республики Дагестан. В 2011 году избран депутатом Народного собрания Дагестана, входит во фракцию «Патриоты России» и комитет по местному самоуправлению.
C 2016 года избран новым руководителем дагестанского отделения «Патриоты России».